# Lobéké Nationalpark
Lobéké Nationalpark (alternativt: Lobakesøen Nationalpark) er en nationalpark i det sydøstlige Cameroun i Moloundou-arrondissementet i Østprovinsen.  Den ligger i Congobassinet, og er afgrænset mod øst af Sanghafloden, der tjener som Camerouns landegrænse til Den Centralafrikanske Republik og Republikken Congo. Det støder op til to andre reservater i CAR og Congo. Mod nordvest ligger Boumba Bek nationalpark, en anden nationalpark i Camerouns østprovins.
På en ministerkonference under Skove fra Central African Forest Commission (COMIFAC) var det blevet besluttet at etablere Sangha River Tri-national Protected Area (STN) inden for Congobassinet, der omfatter Dzanga Sangha Special Reserve i Den Centralafrikanske Republik, som omfatter Nouabalé-Ndoki nationalpark i Republikken Congo) og Nationalparken Lobékéer (Brazzaville).

## Historie
Allerede i 1991 havde WWF foretaget en vurdering af området og anbefalet, at Lobéké-området blev beskyttet, og anbefalede, at området skulle omfatte over 400.000 hektar. I oktober 1999 blev parken erklæret en nationalpark.  Samme år blev den såkaldte Yaoundé-erklæring underskrevet, der dannede en tri-national parkaftale om samarbejde med Dzanga-Sanghaskoven reservat i Den Centralafrikanske Republik og Nouabalé-Ndoki nationalpark i Republikken Congo. Dette tri-park-område, kaldet Sangha Trinational, drives af Central African Forest Commission (COMIFAC), og er overset og finansieret af internationale dyrelivsgrupper såsom World Wildlife Fund, German Cooperation of Technical Collaboration (GTZ) og Wildlife Conservation Society (WCS). I 2012 blev hele Sangha Trinationals beskyttede område (inklusive Lobéké nationalpark) udpeget til et verdensarvssted.

## Geografi
Lobéké Nationalpark ligger i Moloundoudistriktet der ligger i nærheden af Boumba-et-Ngoko. Området er blevet beskrevet som "et af de rigeste gummiområder i Afrika", og tyskerne etablerede en gummifabrik i området. Parken ligger tæt på grænserne til nabolandene Republikken Congo og Den Centralafrikanske Republik. Parken har et areal på 1.838,55 km2, og den ligger i en højde der varierer fra 300 moh. til 750 moh. Der er mere end tolv naturlige savanner, der er karakteriseret som saltholdige sumpe i parken. Der er også sandbanker på Sanghafloden. Den årlige nedbør er i gennemsnit 1.400 mm, med tørsæsonen fra december til februar. Der er store skovlysninger, eller bais, med jord der er rig på forskellige mineraler, der tiltrækker skovens megafauna. Lobéké er hjemsted for mange forskellige etniske grupper, herunder Baka, Bantu og Bangando.

## Flora og fauna
Lobéké er en overvejende semi-stedsegrøn skov, hvoraf det meste aldrig har været fældet. Skoven er præget af en enorm variation af planter. Dominerende arter omfatter Malvaceae (Triplochiton scleroxylon, Pterygota, Ceiba pentandra) og Terminalia superba. Underskoven består af Marantaceae-Zingiberaceae krat, eller Ebenaceae og Annonaceae træer. Nær vandløb er der klynger af Gilbertiodendron dewevrei. Palmekrat og halvgræsser grænser op til savannerne. Der er mere end 300 træarter i Lobéké.
Nogle af de tætteste bestande af afrikanske skovelefanter og vestlig lavlandsgorillaer i hele Afrika findes i Lobéké. Andre dyr omfatter chimpanser, gorillaer, leoparder samt ti arter af skovhovdyr. Ud over pattedyr omfatter fauna-opgørelsen 215 arter af sommerfugle, 134 arter af fisk, 18 arter af krybdyr og 16 arter af padder.
Lobéké Nationalpark er et vigtigt fugleområde (IBA #CM033) med over tre hundrede registrerede arter af fugle. Papegøjedue, næsehornsfugle, gulstrubet gøg, sandfarvet dværghornugle og Lille smyrnaisfugl kan alle findes i parken. Specifikt i Cameroun og Gabon er det et vigtigt fugleområde for stor rørsmutte.

## Miljøspørgsmål
På grund af Lobékés nærhed til Congo og Centralafrikanske Republik er parken en del af et tri-nationalt miljøinitiativ, der omfatter Dzanga Sangha Specialreservat i CAR og Nouabalé-Ndoki nationalpark i Republikken Congo. 5 meter høje udsigtstårne understøtter økologisk overvågning og turisme.
Skovdrift og safarijagt er et problem, lige som krybskytteri efter bushmeat, eksotiske dyr og elfenben. Der er også problemer med ulovligt fiskeri og fuglekrybskytteri, og hvert år bliver tusindvis af grå afrikanske papegøjer fanget og eksporteret ulovligt. Selv efter 1997, da regeringen iværksatte et forbud mod eksport af fugle, blev mange fugle stadig fanget og solgt ulovligt til traditionel medicin og andre årsager. Mineralforekomster udvindes stadig, da en voksende lokalbefolkning er afhængig af lokale ressourcer.

## Yderligere læsning
- Dowsett-Lemaire, F., & Dowsett, RJ (1. marts 2000). "Fuglene i Lobéké-faunareservatet, Cameroun, og dets regionale betydning for bevaring". Bird Conservation International, 10, 1, 67–87.
- Jell, B., & Machado, JS (1. januar 2002). "Collaborative Management i regionen Lobeke, Cameroun: Potentialerne og begrænsningerne ved at involvere den lokale befolkning i forvaltning af beskyttede områder". Nomadic Peoples, 6, 180-203.
- Ngenyi, ANZUL (2004). Virkningen af fangst og handel med afrikanske grå papegøjepopulationer (Psittacus erithacus) i Lobeke National Park, sydøstlige Cameroun . 3, 1.